# Siphocampylus lindleyi
Siphocampylus lindleyi là loài thực vật có hoa trong họ Hoa chuông. Loài này được Lem. miêu tả khoa học đầu tiên năm 1852.